# Leptochilus fortunatus
Leptochilus fortunatus är en stekelart som beskrevs av Blüthgen 1958. Leptochilus fortunatus ingår i släktet Leptochilus och familjen Eumenidae. Inga underarter finns listade i Catalogue of Life.